# Чагасі
Чага́сі (рос. Чагаси, чув. Чакаç) — присілок у складі Канаського району Чувашії, Росія. Адміністративний центр Чагаського сільського поселення.
Населення — 755 осіб (2010; 766 у 2002).
Національний склад:
- чуваші — 98 %